# Campionati mondiali di nuoto paralimpico 2023
I Campionati mondiali di nuoto paralimpico 2023 sono stati la dodicesima edizione dei Campionati mondiali di nuoto paralimpico, una competizione internazionale di nuoto per nuotatori con disabilità. Si è svolta a Manchester, nel Regno Unito, dal 31 luglio al 6 agosto 2023. Questa è la terza volta che i Campionati mondiali di nuoto paralimpico sono stati ospitati dal Regno Unito, dopo le edizioni di Glasgow nel 2015 e Londra nel 2019. 
I campionati fungono da qualificazione per le Paralimpiadi estive del 2024, in cui i due migliori nuotatori di ogni finale individuale verranno automaticamente selezionati per competere alle Paralimpiadi.

## Medagliere
Di seguito le prime 10 posizioni del medagliere
| Pos. | Paese         | Oro | Argento | Bronzo | Totale |
| ---- | ------------- | --- | ------- | ------ | ------ |
| 1    | Italia        | 26  | 15      | 11     | 52     |
| 2    | Ucraina       | 20  | 13      | 22     | 55     |
| 3    | Cina          | 18  | 20      | 13     | 51     |
| 4    | Brasile       | 16  | 11      | 19     | 46     |
| 5    | Gran Bretagna | 14  | 14      | 10     | 38     |
| 6    | Australia     | 9   | 7       | 14     | 30     |
| 7    | Canada        | 9   | 4       | 6      | 19     |
| 8    | Spagna        | 6   | 13      | 9      | 28     |
| 9    | Paesi Bassi   | 6   | 10      | 3      | 19     |
| 10   | Stati Uniti   | 6   | 7       | 12     | 25     |